# 湾华站
湾华站是佛山地铁2号线和3号线的一座换乘车站，位于中国广东省佛山市禅城区魁奇二路文华路口的地底。车站于2021年12月28日随佛山地铁2号线一期开通而启用。并随着3号线在一年后开通，而成为换乘车站。
本站是2号线一期最大的车站。此外，佛山地铁湾华控制中心位于本站附近的佛山地铁大厦内，该中心为佛山地铁线网指挥中心以及未来佛山多条地铁线路的控制中心。

## 车站结构

### 车站楼层
本站目前共有三层，地面为车站各出入口，周边为魁奇二路、文华中路、佛山地铁大厦、佛山市110城市应急指挥中心；地下一层为站廳，地下二層為2号线缓冲平台和3號線月台，地下三层為2號綫月台。
| 地下一层 | 站厅                           | 售票機、客服中心、商店、警务室、安检设施 |                                      |                                      |
| 地下二层 | 平台层 （北）                  | 来往站厅和 █2号线 站台 车站设备          |                                      |                                      |
|          | 5 站台                         | █3号线 中山公园方向（下站：亚艺公园）    |                                      |                                      |
|          | 岛式站台；前往 █2号线 岛式站台 |                                          |                                      |                                      |
|          | 6 站台                         | █3号线 顺德学院站方向（下站：东平）      |                                      |                                      |
|          | 平台层 （南）                  | 来往站厅和 █2号线 站台 车站设备          |                                      |                                      |
| 地下三层 | 4 站台                         | 侧式站台，仅供下车；前往 █3号线 站台     | 侧式站台，仅供下车；前往 █3号线 站台 | 侧式站台，仅供下车；前往 █3号线 站台 |
|          |                                | █2号线 南庄方向（下站：石梁）            |                                      |                                      |
|          | 2 站台 1 站台                  | 岛式站台，仅供上车                       | 岛式站台，仅供上车                   | 岛式站台，仅供上车                   |
|          |                                | █2号线 广州南站方向 （下站：登洲）       |                                      |                                      |
|          | 3 站台                         | 侧式站台，仅供下车；前往 █3号线 站台     | 侧式站台，仅供下车；前往 █3号线 站台 | 侧式站台，仅供下车；前往 █3号线 站台 |

### 车站主题
湾华站是2号线的其中一个特色车站，以“时尚商业”、“众星捧月”为主题，通过“网”以及星星点点的空洞设计元素，展现车站所在地的关键性、联系性。

### 站台
本站2號線设有一組西班牙式月台，位於魁奇路的地底；3号线则设有一个岛式月台，位于文华中路地底。本站2号线客流動線與广州地铁公園前站和彩虹桥站相似，2号线岛式月台用作上車、两个侧式月台则用作下車。
换乘方面，3号线抵站乘客可以通过站台中部的楼梯往下前往2号线的岛式站台；2号线抵站乘客亦可通过侧式站台中部的换乘扶梯往上前往3号线站台。相应节点均为单向通行。
另外，2號線的月台東邊設有一條單渡線、3號線的月台南邊同样設有一條單渡線。當2号线或3号线發生故障時，列車將可通過渡線折返，以本站為臨時總站；同时2號線和3號線的聯絡線亦設於本站東南象限處，供車務調動使用。
2号线三个站台均设有卫生间，两个侧式站台的卫生间设于均设于站台中部，岛式站台的卫生间设于站台西端（往南庄）。

### 出入口
本站设有4个出入口供乘客进出。
|                                           |                                                       |      |          |                                                                                          |
|                                           |                                                       |      |          |                                                                                          |
| 編號                                      | 设施                                                  | 图像 | 出口指示 | 建議前往的目的地                                                                         |
| A                                         | 盲道标志 · 扶手电梯标志                               |      | 魁奇二路 | 文华南路、东建康城公交站（东行）、文华路魁奇路口公交站（西行）                           |
| B                                         | 扶手电梯标志                                          |      | 魁奇二路 | 佛山地铁大厦、佛山市地铁集团有限公司、文华南路、湾华公交站、文华路魁奇路口公交站（东行） |
| C                                         | 盲道标志 · 升降机标志 · 无障碍通道标志 · 扶手电梯标志 |      | 魁奇二路 | 佛山市中级人民法院、文华中路、佛山市实验学校、湾华公交站、城市应急指挥中心公交站（东行） |
| D                                         | 扶手电梯标志                                          |      | 魁奇二路 | 佛山市110城市应急指挥中心、文华中路、城市应急指挥中心公交站（西行）                      |
| 註： 設有 \| 設有 \| 設有 \| 設有扶手電梯 |                                                       |      |          |                                                                                          |

## 接驳交通
本站附近设有多个公交站。
| 公交 \| 编号 \| 编号 \| 线路 \| 线路 \| 线路 \| 收费 \| 备注 \| \| ---- \| ----------------------- \| ---------------- \| ---- \| ------------------ \| ----- \| -------------------------------- \| \| \| 106 \| 新三中公交枢纽站 \| ⇆ \| 佛山火车站 \| 2元 \| \| \| \| 122 \| 奇槎公交枢纽站 \| ⇆ \| 街边 \| 2元 \| 上课日部分班次绕经环湖小学东校区 \| \| \| 123 \| 智慧新城 \| ⇆ \| 新三中公交枢纽站 \| 2元 \| \| \| \| 155 \| 南风古灶 \| ⇆ \| 东平大桥公交枢纽站 \| 2元 \| \| \| \| 171 \| 南风古灶 \| ⇆ \| 瀚天科技城 \| 2元 \| \| \| \| G6 \| 新三中公交枢纽站 \| ⇆ \| 中海锦城 \| 2元 \| 原 桂23、174 \| \| \| 禅城－顺德 \| 佛山城巴总站 \| ⇆ \| 顺德客运总站 \| 2–9元 \| \| \| \| 湖景社区地铁接驳线M1004 \| 璀璨天城 \| ↺ \| 湾华 \| 2元 \| 仅工作日服务 \| |                         |                  |      |                    |       |                                  |
| 编号 | 编号                    | 线路             | 线路 | 线路               | 收费  | 备注                             |
| | 106                     | 新三中公交枢纽站 | ⇆    | 佛山火车站         | 2元   |                                  |
| | 122                     | 奇槎公交枢纽站   | ⇆    | 街边               | 2元   | 上课日部分班次绕经环湖小学东校区 |
| | 123                     | 智慧新城         | ⇆    | 新三中公交枢纽站   | 2元   |                                  |
| | 155                     | 南风古灶         | ⇆    | 东平大桥公交枢纽站 | 2元   |                                  |
| | 171                     | 南风古灶         | ⇆    | 瀚天科技城         | 2元   |                                  |
| | G6                      | 新三中公交枢纽站 | ⇆    | 中海锦城           | 2元   | 原 桂23、174                     |
| | 禅城－顺德              | 佛山城巴总站     | ⇆    | 顺德客运总站       | 2–9元 |                                  |
| | 湖景社区地铁接驳线M1004 | 璀璨天城         | ↺    | 湾华               | 2元   | 仅工作日服务                     |